# 八戸市立美保野小学校
八戸市立美保野小学校（はちのへしりつ みほのしょうがっこう）は、青森県八戸市大字美保野にあった公立小学校。2019年（平成31年・令和元年）度（閉校時点）の児童数は8名。

## 沿革
- 1951年（昭和26年）9月27日 - 八戸市立町畑小学校美保野分校として開校（馬小屋を改造しての仮校舎）。
- 1952年（昭和27年）
  - 4月1日 - 新校舎完成。
  - 11月21日 - 新校舎落成式挙行。
- 1954年（昭和29年）9月1日 - 八戸市立白銀中学校美保野分校が本校に併置。
- 1955年（昭和30年）4月1日 - 八戸市立町畑小学校美保野分校を廃止し、八戸市立美保野小中学校を設置。八戸市立白銀中学校美保野分校を廃止し、八戸市立美保野中学校設置して、八戸市立美保野小中学校（併設）となる。
- 1957年（昭和32年）10月13日 - 電気工事が終了し、校舎点灯開始。同日、校章制定（デザイン:吉田利喜）。
- 1958年（昭和33年）9月12日 - 公衆電話設置。
- 1959年（昭和34年）
  - 3月18日 - 校歌制定（作詞:北野弘志、作曲:漆畑敏克）。
  - 8月1日 - 二宮金次郎の石像設置。
- 1960年（昭和35年）1月14日 - 体育館落成。
- 1962年（昭和37年）
  - 10月24日 - 新校舎落成。
  - 10月29日 - 新校舎落成式と創立10周年記念式典を挙行。
- 1965年（昭和40年）6月19日 - 美保野部落簡易水道工事が完了し、学校にも開通。
- 1966年（昭和41年）
  - 4月27日 - 学校浴場と自転車置き場完成。
  - 8月13日 - 市営バス美保野線が運行開始し、開通式を本校体育館で挙行。
- 1967年（昭和42年）6月15日 - 新グランド完成。
- 1968年（昭和43年）5月16日 - 中学校新校舎落成式挙行。式典挙行直前の9時48分頃に十勝沖地震が発生。
- 1969年（昭和44年）6月1日 - センター方式による学校給食開始。
- 1972年（昭和47年）
  - 3月17日 - 卒業記念としてステージ用幕一式寄贈。
  - 11月7日 - 学校公園の芝生づくりと築山の築造。
  - 12月2日 - 美保野小中学校創立20周年記念式典を挙行し、祝賀会開催。
- 1976年（昭和51年）8月10日 - プール完成式。
- 1978年（昭和53年）2月1日 - 水道工事完成（美保野簡易水道から市水道に切り替え）。
- 1979年（昭和54年）12月19日 - 国旗掲揚等建立。
- 1982年（昭和57年）5月15日 - 美保野小・中学校創立30周年記念式典挙行し、祝賀会開催。
- 1988年（昭和63年）6月30日 - 美保野小学校校舎落成。
- 1990年（平成2年）5月30日 - 新校舎落成記念式典挙行し、祝賀会開催。
- 1992年（平成4年）10月25日 - 美保野小・中学校創立40周年記念学芸会開催。
- 2001年（平成13年）
  - 6月4日 - 創立50周年記念学校・地域合同運動会開催。
  - 6月30日 - 美保野小・中学校創立50周年記念式典挙行し、祝賀会開催。
- 2011年（平成23年）
  - 3月11日 - 14時46分頃、東日本大震災発生。その影響で、卒業式を19日に延期、13日～14日は臨時休校となる。
  - 4月1日 - 美保野・金吹沢なかよしクラブ開設。
  - 5月29日 - 創立60周年記念美保野小中学校運動会開催。
  - 10月30日 - 創立60周年記念美保野小中学校学習発表会・文化祭と美保野小中学校、美保野・金吹沢町内会創立60周年を共に祝う会を開催。
- 2013年（平成25年）
  - 3月14日 - 美保野小中学校同窓会入会式、旅立ちの会開催。
  - 3月17日 - 卒業証書授与式と美保野中学校閉校記念式典挙行。思い出を語る会開催。
  - 3月31日 - 併設の美保野中学校が閉校。
  - 4月1日 - 八戸市立美保野小学校となる。
  - 4月28日 - 里山環境整備。
- 2014年（平成26年）
  - 1月30日 - 電気工事（体育館照明・ホール照明の安定器等）。　
  - 6月30日 - 体育館軒壁面工事完了。
- 2015年（平成27年）9月29日 - 各教室の雨漏り防止作業。
- 2016年（平成28年）
  - 6月29日 - 校庭放送設備工事（スピーカー設置）。
  - 10月25日 - 体育館落下防止工事。
- 2020年（令和2年）
  - 2月8日 - 閉校式挙行[1]。
  - 3月21日 - 最後の卒業式挙行。最後の卒業生は2名[2]。
  - 3月31日 - 児童数の減少により、町畑小学校に統合され、閉校。

## 学区
- 美保野・金吹沢

## 周辺
- 学校法人光星学院
  - 八戸学院大学
  - 八戸学院光星高等学校